# Macedonia (Ohio)
Macedonia es una ciudad ubicada en el condado de Summit en el estado estadounidense de Ohio. En el Censo de 2010 tenía una población de 11188 habitantes y una densidad poblacional de 443,32 personas por km².

## Geografía
Macedonia se encuentra ubicada en las coordenadas 41°18′54″N 81°30′6″O / 41.31500, -81.50167. Según la Oficina del Censo de los Estados Unidos, Macedonia tiene una superficie total de 25.24 km², de la cual 25.14 km² corresponden a tierra firme y (0.39%) 0.1 km² es agua.

## Demografía
Según el censo de 2010, había 11188 personas residiendo en Macedonia. La densidad de población era de 443,32 hab./km². De los 11188 habitantes, Macedonia estaba compuesto por el 83.58% blancos, el 10.44% eran afroamericanos, el 0.09% eran amerindios, el 3.91% eran asiáticos, el 0% eran isleños del Pacífico, el 0.39% eran de otras razas y el 1.59% pertenecían a dos o más razas. Del total de la población el 1.3% eran hispanos o latinos de cualquier raza.